# Epfenbach

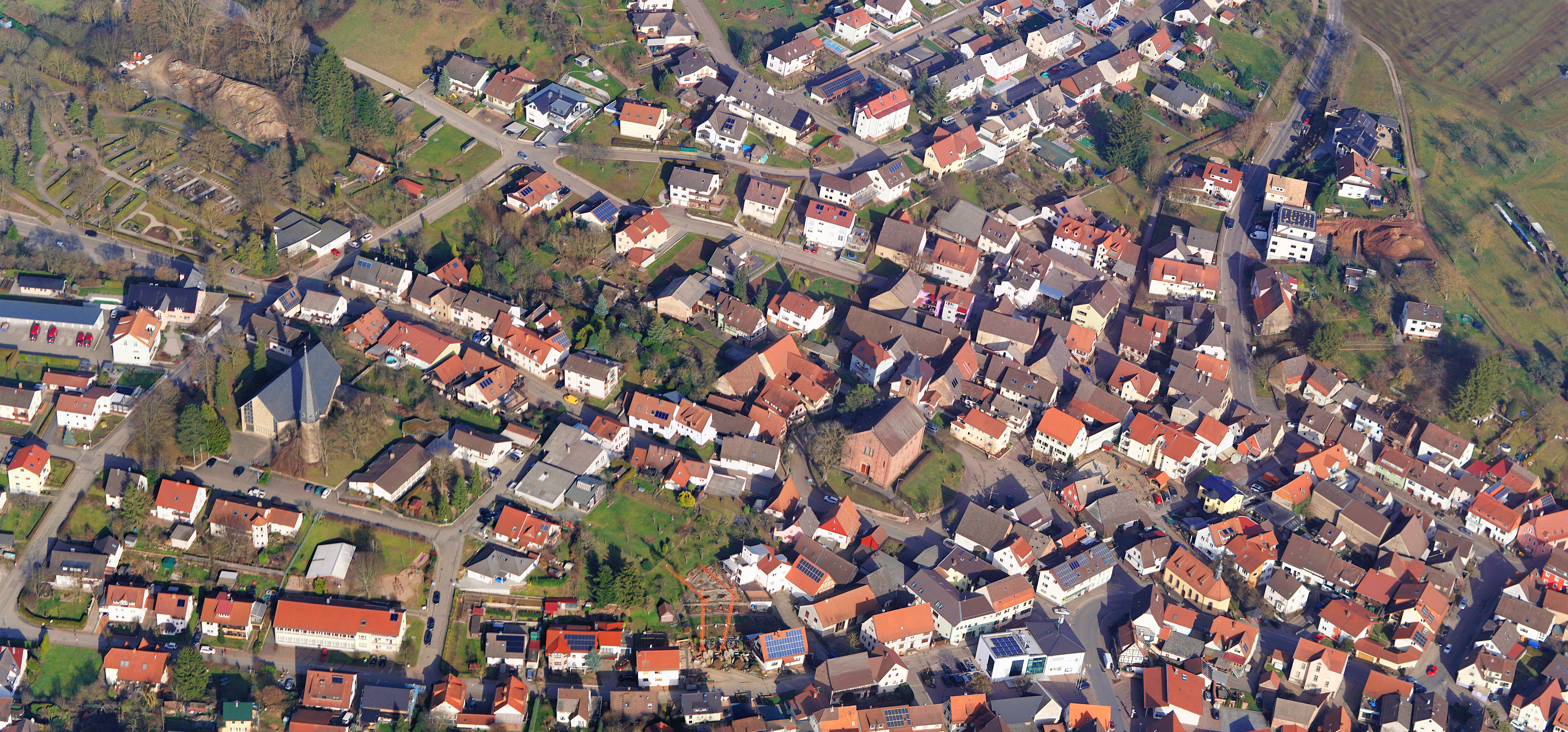
Epfenbach, Ortszentrum, Luftaufnahme aus einem Tragschrauber von West nach Ost

Epfenbach ist eine Gemeinde im Rhein-Neckar-Kreis in Baden-Württemberg mit etwa 2500 Einwohnern. Die Gemeinde gehört dem Gemeindeverwaltungsverband Waibstadt und der Tourismusregion Brunnenregion an.

## Geographie

### Lage und Naturraum
Epfenbach liegt am gleichnamigen Bach im nördlichen Kraichgau am Rande des Kleinen Odenwaldes, etwa 24 Kilometer südöstlich von Heidelberg und zwölf Kilometer nordwestlich der ehemaligen Kreisstadt Sinsheim. Epfenbach grenzt an Lobbach, Reichartshausen, Helmstadt-Bargen, Neidenstein, Eschelbronn und Spechbach.
Die Gemarkung erstreckt sich über 1297 Hektar. Davon sind 12,4 Prozent Siedlungs- und Verkehrsfläche, 49,2 Prozent werden landwirtschaftlich genutzt und 37,5 Prozent sind bewaldet.
Epfenbach hat Anteil am Landschaftsschutzgebiet Neckartal I – Kleiner Odenwald. Die reliefreiche Mittelgebirgslandschaft wurde im Jahre 2002 ihrer Schönheit, Vielfalt und Eigenart wegen unter Schutz gestellt und gehört zum Naturpark Neckartal-Odenwald.

### Gemeindegliederung
Zur Gemeinde Epfenbach gehören der Weiler Keitenhöfe und das Haus Wagen(furter) Mühle.

## Geschichte

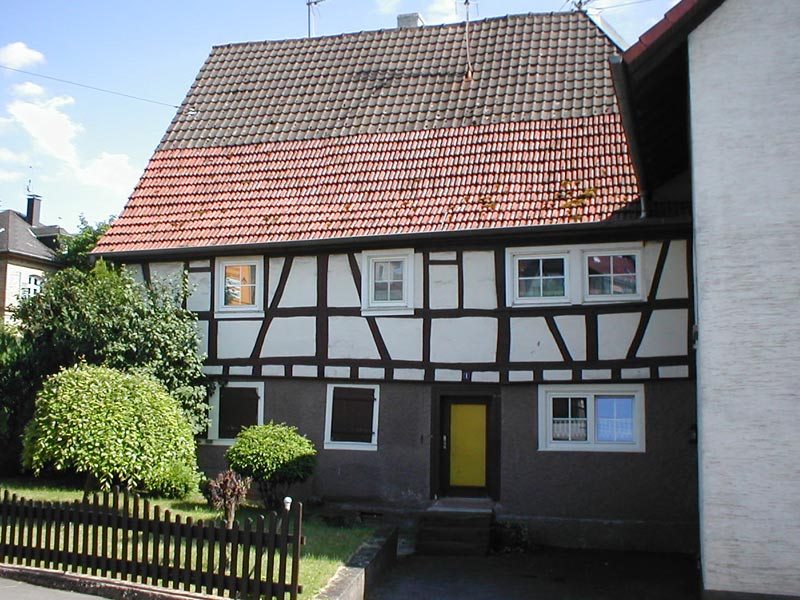
Ältestes Wohnhaus, 16. Jahrhundert

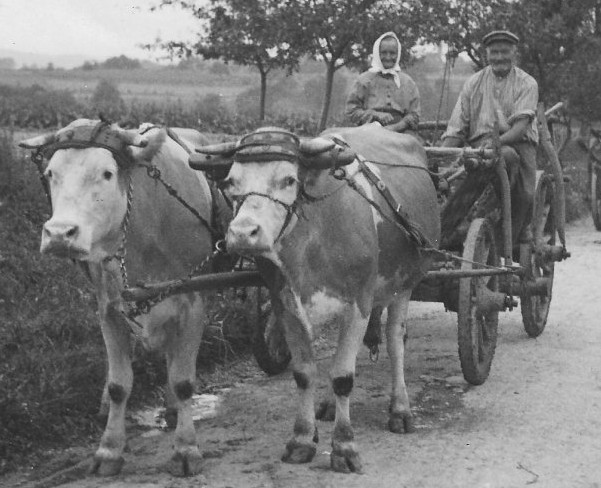
Gespann mit Kühen, 20. Jahrhundert

Zum ersten Mal urkundlich erwähnt wurde das Dorf im Jahre 1286 als Epphinbach auf einer Schenkungsurkunde des Reinholdt von Ladenburg und seiner Ehefrau Lioba, in dem die beiden ihre dortigen Besitzungen dem Kloster Schönau vermachten. 1325 kaufte das Erzbistum Mainz die Ortsherrschaft, das sie bereits 1344 an Ritter Engelhard von Hirschhorn um 400 Pfund Heller verpfändete. In den folgenden Jahrhunderten wechselte die Ortsherrschaft des Öfteren.
Bereits 1350 ist das älteste bekannte Rathaus Epfenbachs belegt. 1380 gelangte Epfenbach unter die Landeshoheit der Kurpfalz und gehörte dort zur Stüber Zent.
Im Jahre 1496 kam es zu einem Streit mit dem Kloster Lobenfeld. Die Äbtissin des Klosters weigerte sich, die Renovation des Turms der alten Johanneskirche zu bezahlen, obwohl sie dazu verpflichtet gewesen wäre.
Durch den Ausbruch des Dreißigjährigen Krieges brachen harte Zeiten für Epfenbach und den ganzen Kraichgau an. Im Jahre 1622 brannten Graf Tillys Truppen das Dorf nieder und 1643 belagerten 400 lothringischen Reiter die Johannes-Kirche in Epfenbach. Der Überlieferung nach fiel der damalige Schultheiß, Hanß Dengel, bei dieser Belagerung durch einen Kopfschuss. Am Ende des Krieges lebten im Dorf noch 15 Untertanen gegenüber 72 vorher. 1799 plünderten französische Truppen das Dorf. 1812 nahmen auch Epfenbacher Bürger am Russlandfeldzug Napoleons teil, zumindest ein Chr. Zapf kam wieder lebend zurück.
1803 gelangte das kurpfälzische Epfenbach mit dem Reichsdeputationshauptschluss an das Kurfürstentum Baden, wo es 1810 dem Bezirksamt Neckarbischofsheim und 1864 dem Bezirksamt Sinsheim angegliedert wurde. 1939 wurden 1124 Einwohner gezählt, Ende 1945 waren es 1282.
Im Zuge der baden-württembergischen Kreisreform wurde 1973 der Landkreis Sinsheim aufgelöst und die Gemeinde dem neugebildeten Rhein-Neckar-Kreis angegliedert. Epfenbach schloss sich dem Gemeindeverwaltungsverband Waibstadt an. Das Wachstum der Gemeinde war begleitet von Infrastrukturmaßnahmen wie dem Bau der Grund- und Hauptschule, einer Sportanlage und einer Schwimmhalle. 2005 wurden erstmals mehr als 2500 Einwohner in Epfenbach gezählt.

### Einwohnerentwicklung
| Jahr      | 1871 | 1890 | 1910 | 1939 | 1950 | 1961 | 1970 | 1987 | 1991 | 1995 | 2000 | 2005 | 2010 | 2015 | 2020 |
| --------- | ---- | ---- | ---- | ---- | ---- | ---- | ---- | ---- | ---- | ---- | ---- | ---- | ---- | ---- | ---- |
| Einwohner | 1146 | 1076 | 1214 | 1124 | 1723 | 1682 | 1931 | 2206 | 2264 | 2354 | 2374 | 2517 | 2504 | 2429 | 2400 |

## Religionen
Im Jahre 1556/7 führte Kurfürst Ottheinrich die Reformation ein. Zehn Jahre später hob Kurfürst Friedrich III. das Kloster Lobenfeld auf. Seit 1728 nutzten römisch-katholische Gemeinde und evangelisch-lutherische Gemeinde das Alte Rathaus für ihre Gottesdienste, nachdem die Johannes-Kirche vier Jahre zuvor in den Besitz der evangelisch-reformierten Gemeinde übergegangen war. Nach Abriss des Alten Rathauses wegen Baufälligkeit erbaute die katholische Gemeinde neu die Marienkirche. Zwei Jahre nach der Evangelischen Kirchenunion in Baden wurden 1823 die reformierte und die lutherische Schule zusammengelegt und 1876 die Simultanschule eingeführt.
Neben der zusammengelegten evangelischen Gemeinde sind heute auch der Liebenzeller Gemeinschaftsverband (eine mit der Liebenzeller Mission verbundene evangelische Gemeinschaft innerhalb der evangelischen Kirche) und die Neuapostolische Kirche im Ort vertreten.
Die katholische Pfarrgemeinde St. Josef ist Teil der Seelsorgeeinheit Waibstadt und wird durch dessen Pfarrer betreut.

## Politik

### Gemeinderat
Der Gemeinderat hat 12 ehrenamtliche Mitglieder, die für fünf Jahre gewählt werden. Hinzu kommt der Bürgermeister als stimmberechtigter Gemeinderatsvorsitzender.
Die Kommunalwahl 2024 führte zu folgendem Ergebnis (in Klammern: Unterschied zu 2019):
| Gemeinderat 2024               | Gemeinderat 2024 | Gemeinderat 2024 | Gemeinderat 2024 | Gemeinderat 2024 |
| Partei / Liste                 | Stimmenanteil    | Sitze            |                  |                  |
| ------------------------------ | ---------------- | ---------------- | ---------------- | ---------------- |
| Freie Wähler                   | 42,1 % (−0,8)    | 5 (±0)           |                  |                  |
| CDU                            | 30,8 % (−1,6)    | 4 (±0)           |                  |                  |
| SPD                            | 27,2 % (+2,5)    | 3 (±0)           |                  |                  |
| Wahlbeteiligung: 70,9 % (+1,4) |                  |                  |                  |                  |

### Bürgermeister
Die Verwaltung wird vom Bürgermeister geführt, der in direkter Wahl für eine Amtszeit von acht Jahren gewählt wird. Bei der Bürgermeisterwahl am 26. März 2023 wurde Pascal Wasow (SPD) mit 60,1 Prozent der Stimmen zum Bürgermeister gewählt. Er trat das Amt am 6. Mai 2023 an.
- 1991–2007: Meinhard Seel (Freie Wähler)
- 2007–2023: Joachim Bösenecker (CDU)

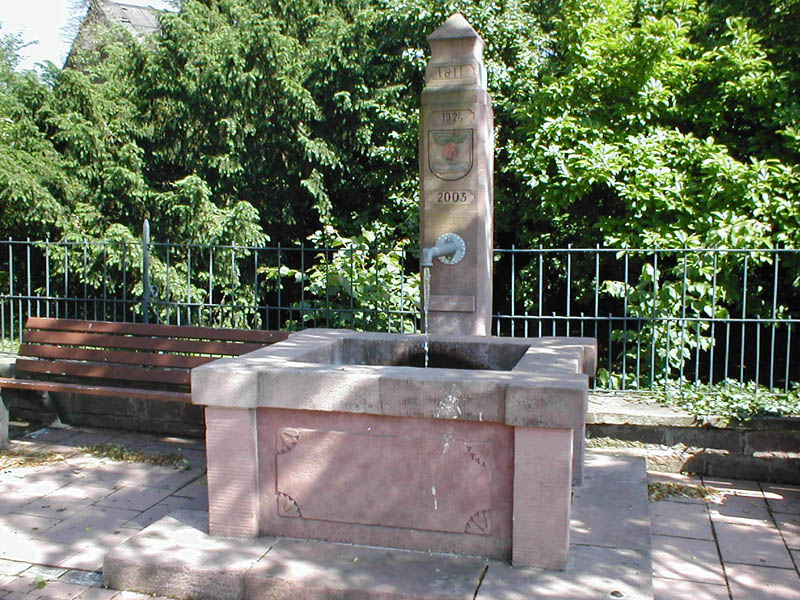
Ortsbrunnen von 1811 mit dem Wappen

- seit 2023: Pascal Wasow (SPD)

### Wappen
Die Blasonierung des Wappens lautet: In Silber über einem erniedrigten blauen Wellenbalken ein hängender roter Apfel an einem grünen Stiel mit zwei grünen Blättern.
Die Deutung des Ortsnamens ist strittig. Es könnte von einem Personen- oder einem Pflanzennamen abgeleitet sein. Das seit 1752 nachgewiesene Gerichtssiegel nimmt Bezug auf die volksetymologische Deutung und zeigte unter anderem einen Apfel und einen Wellenbalken. 1901 nahm die Gemeinde das Wappen an.
Die Flagge ist Blau-Weiß und wurde 1978 verliehen.

## Kultur und Sehenswürdigkeiten

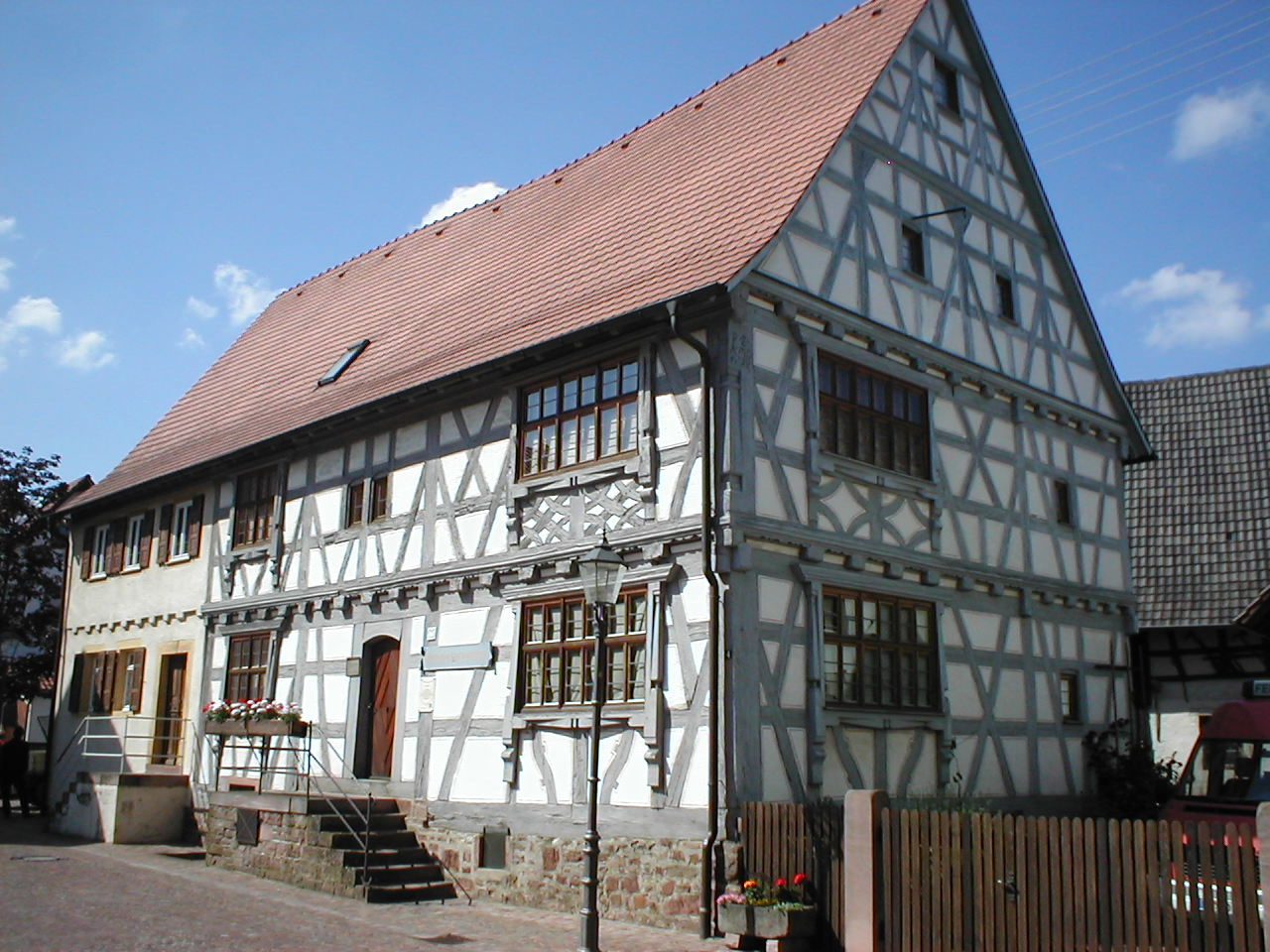
Ehem. Fronhof des Klosters Lobenfeld, Gebäude von 1718, heute Heimatmuseum

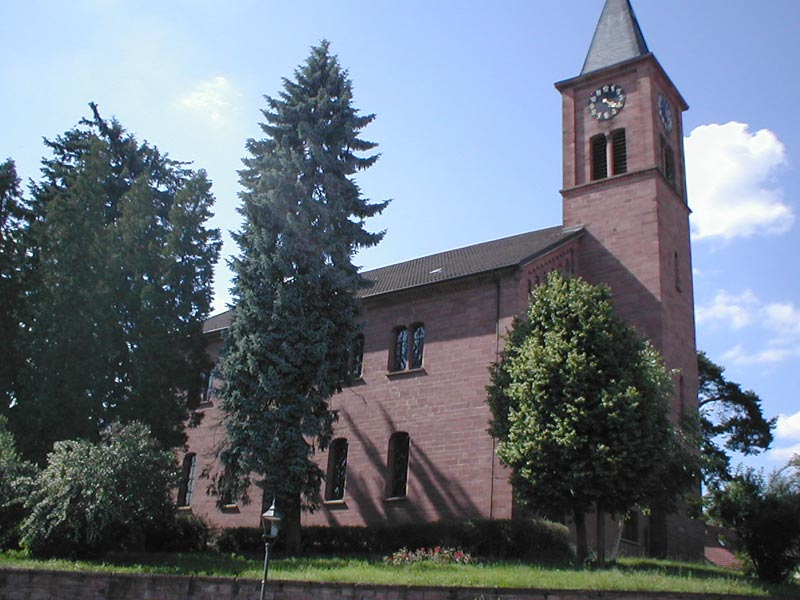
Evangelische Kirche

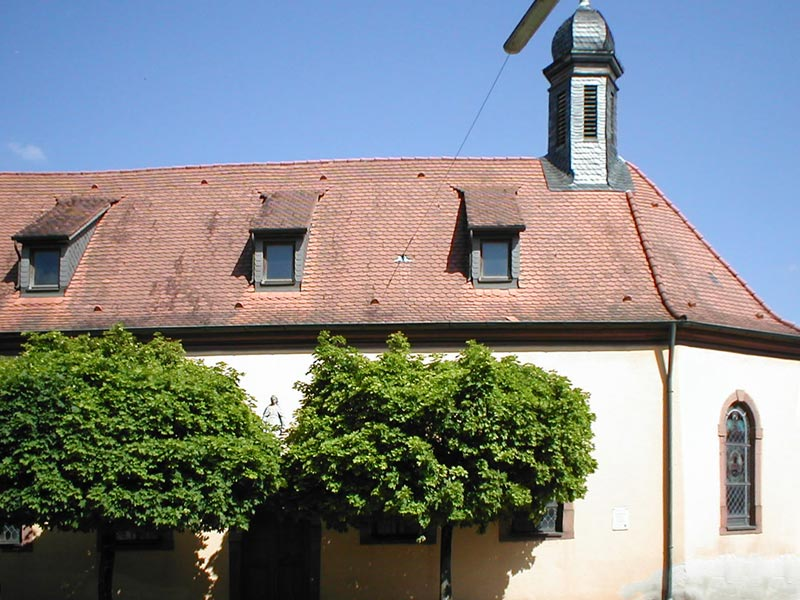
Alte katholische Kirche, erbaut 1742

### Museen
Das Epfenbacher Heimatmuseum im ehemaligen Fronhof von Lobbach zeigt die Einrichtung eines bäuerlichen Haushalts um 1850, Wäsche und Werkzeuge der ansässigen Bauern und Handwerker sowie weitere Einrichtungsgegenstände. Das Museum befindet sich in einem mustergültig restaurierten Fachwerkhaus, einem ehemaligen klösterlichen Fronhof aus dem Jahre 1718.

### Bauwerke
Die evangelische Kirche ist die älteste Kirche des Ortes. Sie ersetzte 1836 den Vorgängerbau und wurde nach Plänen von Heinrich Hübsch errichtet.
Die alte katholische Kirche steht, wo sich um 1350 das erste Rathaus des Ortes befand, in dessen großer Ratsstube seit 1556 Gottesdienst abgehalten wurde. Die alte Johanneskirche wurde 1742 erbaut und 1836 erweitert. Die katholische Johanneskirche wurde von 1962 bis 1966 erbaut. Nach diesem Neubau wurde die alte Kirche zur Marienkapelle, seit 1992 wird das Bauwerk als Künstleratelier genutzt.
Das älteste Wohnhaus des Ortes stammt aus dem 16. Jahrhundert und hat den Dorfbrand von 1622 überstanden. Im Ort sind außerdem mehrere stattliche Fachwerkbauten erhalten, deren prächtigstes der ehemalige Fronhof des Klosters Lobenfeld aus dem 15. Jahrhundert ist, der 1718 neu erbaut wurde und heute das Heimatmuseum beherbergt.
Das Alte Schulhaus wurde 1910 errichtet und diente bis 1971 als Schule. Außerdem sind im Ort noch die Häuser der früheren Konfessionsschulen erhalten. Das Alte katholische Schulhaus wurde 1847 erbaut und war Schulgebäude bis 1910, anschließend Zigarrenfabrik und im Zweiten Weltkrieg ein Außenlager des Mannheimer Reiß-Museums. Das Alte evangelische Schulhaus wurde 1838 erbaut und war ebenfalls bis 1910 Schulgebäude. Von 1968 bis 1989 war hier das Heimatmuseum.

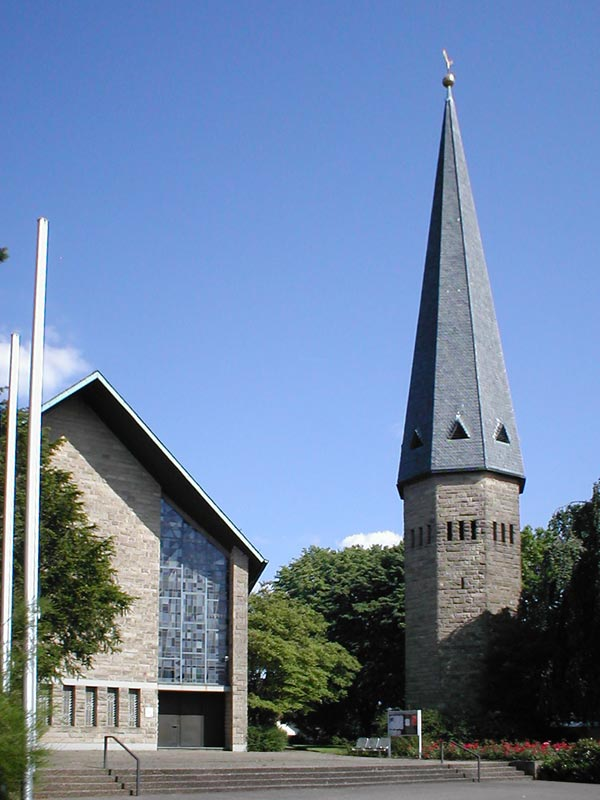
Katholische Johanneskirche
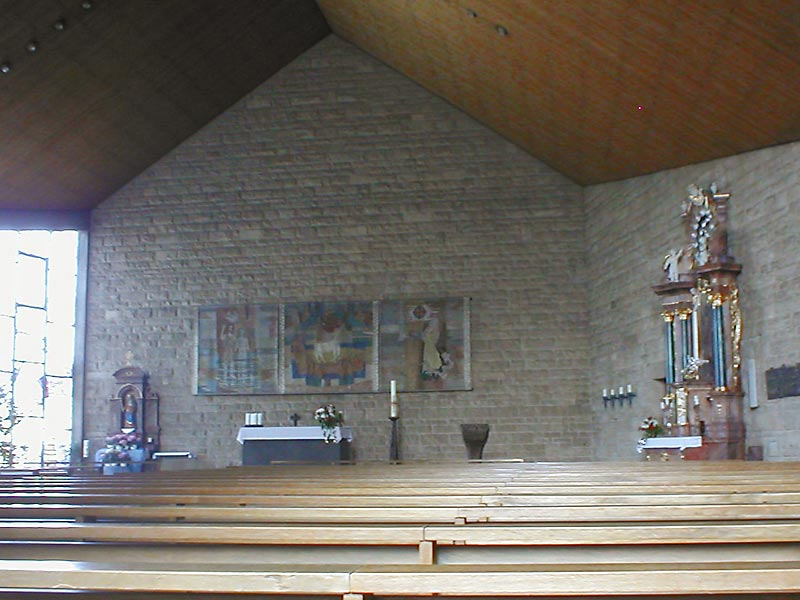
Innenraum der Johanneskirche
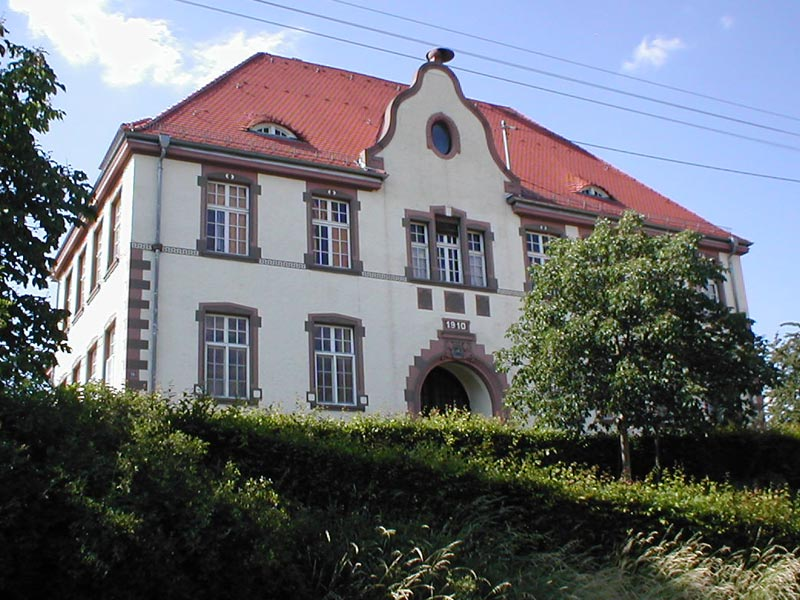
Altes Schulhaus
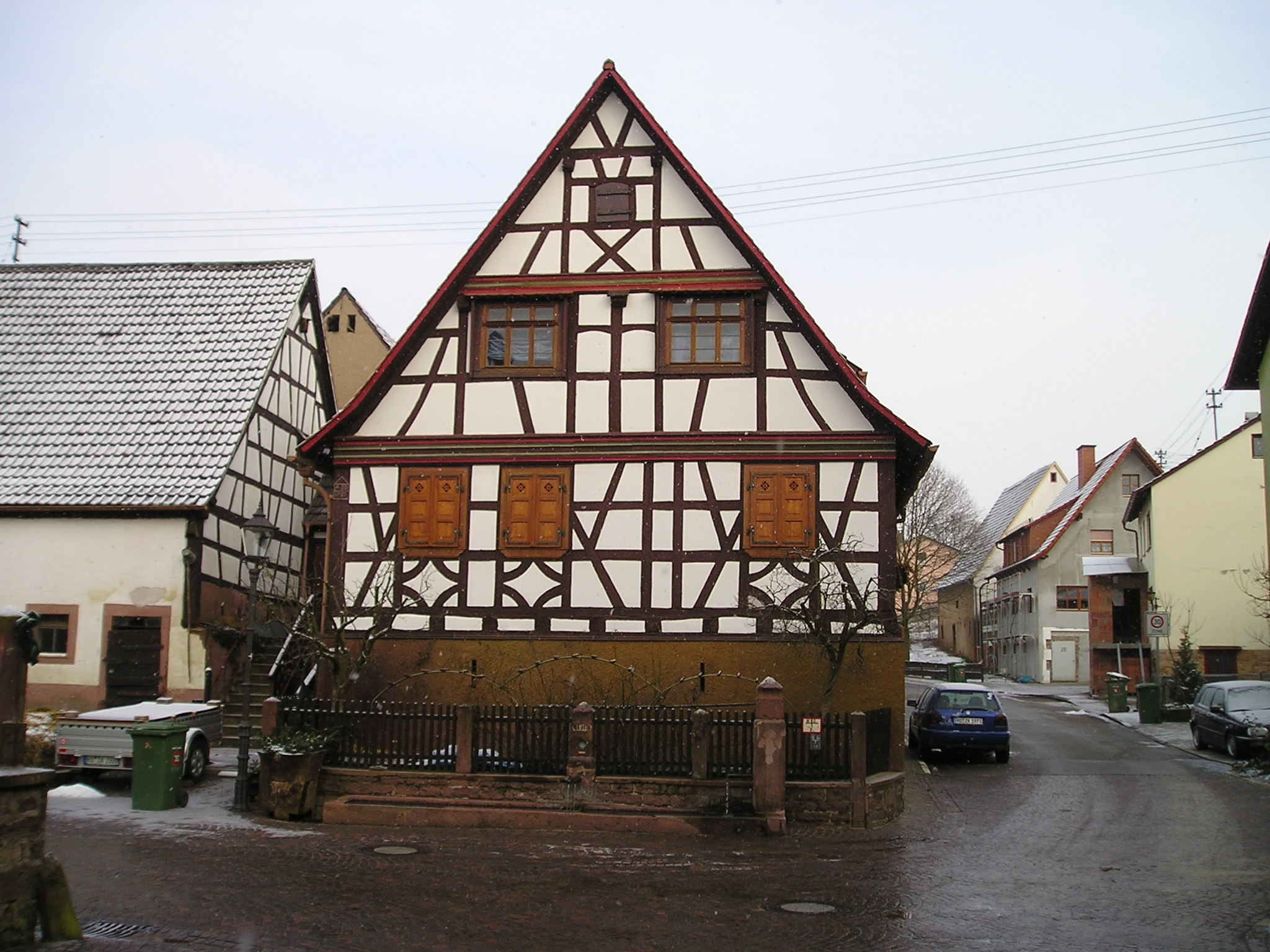
Fachwerkhaus

### Regelmäßige Veranstaltungen
Die Kirchweih findet jedes Jahr am letzten August-Wochenende statt und der Markttag – ein Straßenfest – am ersten Samstag im Oktober.

## Wirtschaft und Infrastruktur

### Verkehr
Epfenbach liegt an der L 530. Über Waibstadt und Sinsheim ist die Bundesautobahn 6 zu erreichen.
Nach Neckargemünd, Sinsheim und Heidelberg sowie den umliegenden Orten bestehen umsteigefreie Buslinienverbindungen. Epfenbach gehört zum Tarifgebiet des Verkehrsverbunds Rhein-Neckar.

### Bildung
In Epfenbach gibt es die Merian-Schule, eine Grund- und Hauptschule mit Werkrealschule. Seit dem Schuljahr 2007/08 werden auch Kinder mit verschiedenen Behinderungen integrativ unterrichtet. Ab dem Schuljahr 2010/11 wird die bisherige Schule als Grund- und Werkrealschule neuer Art mit einer Außenstelle in der Nachbargemeinde Eschelbronn geführt. Weiterführende Schulen befinden sich in Waibstadt, Neckarbischofsheim und Sinsheim. Für die jüngsten Einwohner bestehen je ein römisch-katholischer und ein evangelischer Kindergarten. Dieses Bildungsangebot wird durch die Gemeindebücherei und die 32 örtlichen Vereine erweitert.

## Gesundheit
Derzeit, Stand Januar 2024, verfügt Epfenbach über eine allgemeinmedizinische Hausarztpraxis, eine Zahnarztpraxis, eine Apotheke, eine Praxis für Physiotherapie sowie eine Fachpraxis für Fußpflege und diverse Friseurstudios.

### Sportstätten
Epfenbach verfügt über ein Hallenschwimmbad, mehrere Rasensport- und Tennisplätze, einschließlich diverser Hartplätze sowie eine Mehrzweck-Sporthalle.

### Medien
Epfenbach verfügt über Glasfaseranbindung durch die Breitbandversorgung Deutschland BBV. Über das lokale Geschehen berichtet die Rhein-Neckar-Zeitung. Das Nachrichtenblatt des Gemeindeverwaltungsverbandes Waibstadt erscheint wöchentlich.

## Persönlichkeiten

### Söhne und Töchter der Gemeinde
- Carl Christian Ullmann (1796–1865), evangelischer Theologe
- Edmund Wilhelm Braun  (1870–1957), Kunsthistoriker, Autor, Museumsdirektor und Hochschullehrer
- Willy Ziegler (1899–1942), Politiker (NSDAP) und SA-Führer
- Werner Fischer (* 1939), Ingenieur, ehemaliger Rektor der Hochschule Karlsruhe – Technik und Wirtschaft

### Sonstige mit Epfenbach in Verbindung stehenden Personen
- Helmut Förster (1922–1993), Begründer des Heimatmuseums und Mitbegründer des Heimatvereins Kraichgau

### Ehrenbürger
- Willi Kuch, war Bürgermeister von Epfenbach